# Niyati Roy-Shah
Niyati Roy-Shah (* 30. September 1965) ist eine indische Tischtennisspielerin. Sie nahm an den Olympischen Spielen 1988 und 1992 teil. 

## Werdegang
Niyati Roy-Shah trat sowohl bei den Olympischen Spielen 1988 in Seoul als auch bei den Olympischen Spielen 1992 nur im Einzelwettbewerb an. 1988 blieb sie sieglos, bei fünf Niederlagen reichte es nur zu dem geteilten letzten Platz 41. 1992 gelang ein Sieg, zwei Spiele gingen verloren, was Platz 33 zur Folge hatte.
Für ihre Leistungen für den indischen Sport wurde Niyati Roy-Shah 1989 mit dem Arjuna Award ausgezeichnet.

## Spielergebnisse
- Olympische Spiele 1988 Einzel[1]
  - Siege: -
  - Niederlagen: Flyura Bulatova (Sowjetunion), Karina Bogaerts (Belgien), Marie Hrachová (Tschechoslowakei), Leong Mee Wan (Malaysia), Chang Hsiu-Yu (Taiwan)
- Olympische Spiele 1992 Einzel[2]
  - Siege: Marisel Ramírez (Kuba)
  - Niederlagen: Jasna Fazlić (IOA = Individual Olympic Athletes), Otilia Bădescu (Rumänien)